# Microdon tenuicaudus
Microdon tenuicaudus är en tvåvingeart som beskrevs av Charles Howard Curran 1925. Microdon tenuicaudus ingår i släktet myrblomflugor, och familjen blomflugor. Inga underarter finns listade i Catalogue of Life.